# Carleton Roy Ball
Carleton Roy Ball (1873-1958) fue un botánico estadounidense.

## Biografía
Nació en Little Rock, Iowa. En 1896 se graduó con un título de licenciatura de Iowa State College y máster en el mismo lugar en 1899. Durante dos años fue profesor en la universidad donde realizó experimentos con semillas. Un año antes de su maestría se convirtió en una parte de la División de Estados Unidos de Agrostología de las plantas medicinales , donde estudió diversas hierbas y realizó experimentos argonómicos. En 1906 se llevaron a cabo experimentos con el grano del sorgo que se utilizó en lugar de maíz. Cuando comenzó la Primera Guerra Mundial estaba probando diferentes trigos y su producción. De 1918 a 1929 estuvo trabajando en el USDA. Durante su vida describió 45 especies de plantas en la que todas eran parte del género Salix y también fue uno de los fundadores de la Sociedad Americana de Agronomía y el editor de su revista.

## Honores
Después de su muerte fue conmemorado con la placa en el Arboretum Nacional de Estados Unidos en Washington D. C., donde murió el 2 de febrero de 1958.
- La abreviatura «C.R.Ball» se emplea para indicar a Carleton Roy Ball como autoridad en la descripción y clasificación científica de los vegetales.[2]